# Tělový odstín
Tělový odstín je název pro barvu temperového či olejového typu. Jak už název napovídá, tato barva má napodobovat „odstín těla“. Její číslo je 1007 a chemicky se jedná o oxid zinečnatý, zemitý pigment a alizarin kraplak. 